# Pallenis maritima
Pallénide maritime, Pallénis maritime, Astérolide maritime
Espèce
La Pallénide maritime, Pallénis maritime ou Astérolide maritime (Pallenis maritima) est une espèce de plantes de la famille des Astéracées présente dans l'aire méditerranéenne.